# Românași
Românași is een Roemeense gemeente in het district Sălaj.
Românași telt 2958 inwoners.
De gemeente bestaat uit de volgende dorpen: Chichișa, Ciumărna, Păușa, Poarta Sălajului, Românași (hoofdkern) en Romita. 
Eerder heette Românași: Alsóegregy (tot 1920 in Hongaars bestuur), later werd dit Unguraș, totdat de huidige naam werd vastgesteld.